# Danmarks Næste Topmodel
Danmarks Næste Topmodel hay đơn giản là Topmodel, là chương trình truyền hình của Đan Mạch dựa trên chương trình America's Next Top Model được sáng lập bởi Tyra Banks. Nó được phát sóng trên Kanal 4 với Caroline Fleming là host của chương trình. Sau mùa thứ năm, Fleming tuyên bố rằng cô sẽ không tiếp tục tổ chức chương trình. Cô đã được thay thế bởi Cecilie Lassen cho mùa 6.

## Các mùa
| Mùa | Phát sóng           | Quán quân        | Á quân                          | Các thí sinh theo thứ tự bị loại | Tổng số thí sinh | Điểm đến quốc tế |
| --- | ------------------- | ---------------- | ------------------------------- | --- | ---------------- | ---------------- |
| 1   | 22 tháng 9 năm 2010 | Caroline Bader   | Brinette Odgaard                | Sofia Sakko, Astrid Augustinussen, Serina Jensen, Emma Penthien, Nanna Jo Borgersen, Elise Dubois (tước quyền thi đấu), Rochel Rasmusen, Laila McFarlan, Isabella Kaufmann, Karen Ziefeldt & Stephanie Strarup              | 13               | Paris Luân Đôn   |
| 2   | 22 tháng 9 năm 2011 | Julie Hasselby   | Nanna-Liin Sørensen             | Camilla Sebens & Cecilie Nilsson, Josefine Hewitt, Sara Abdelghani & Zola Olsen, Nanna Stenner, Amalie Fischer, Kimmi Rønnebæk & Silvija Vukovic, Johanna Kjærbo, Carla Kruse & Shenna Salih, Natasja Smith                 | 15               | Barcelona Ibiza  |
| 3   | 20 tháng 9 năm 2012 | Line Rehkopff    | Julie Lillelund                 | Bianca Weisshaupt & Simone Pedersen, Yasmina Bach, Caroline Larsen, Ida Gottlieb, Sasja Andersen, Nanna Wentzel, Hanna Jensen, Christina Simonsen & Emma Jensen, Anna Levsen & Gudrun Eir Hermannsdottir, Marie Louise Bang | 15               | Milan Como       |
| 4   | 19 tháng 9 năm 2013 | Louise Mikkelsen | Caroline Hollitsch Catrine Juhl | Klara Lau, Petronelle Schultz & Sille Rieck, Rebecca Rovsing, Andrea Helander, Amalie Egemose & Mette Christensen, Anne Holth, Josephine Jacobsen, Amanda Elfving & Caroline Sebber, Anne-Kathrine Bach                     | 15               | Paris            |
| 5   | 25 tháng 9 năm 2014 | Sarah Madsen     | Lu Jørgensen                    | Michelle Desideriussen (bỏ cuộc), Mirah Davidsen, Lund Larsen & Mille Mørck, Ceelin Aila, Danielle Svendsen, Cristine Pedersen, Mollie Edelved, Louie Simmersholm & Mini Obling, Sally Nielsen                              | 13               | Luân Đôn         |
| 6   | 2 tháng 9 năm 2015  | Daniel Madsen    | Malle Turpie                    | Kamilla Sørensen, Gustav Pedersen, Issa Sultan & Julia Holch, Simone Pallesen, Lukas Anker, Kenni Nielsen, Helene Hansen, Thea Brandi & Thomas Kahle, Mark Appadoo                                                          | 13               | Không có         |